# 郭佳胤
郭佳胤（？—？），字如仲，号夔一，河南归德府宁陵县人。明末官員、進士出身。

## 生平
崇祯三年（1630年）庚午科河南鄉試第二十二名舉人，崇禎十年（1637年）丁丑科二甲四十九名進士。吏部觀政，十一年授深州知州，十五年補鎮江府知事，十六年升無為知州，本年調為無錫縣知縣，十七年六月升兵部职方司主事，保留知縣事，后升任常州府知府。清朝軍隊攻入江南，遣使至常州索册，郭佳胤逃跑進入太湖躲藏，府無正官。

## 家族
曾祖郭义〔庠生〕，祖郭敦〔庠生〕，父郭锺奇〔庠生〕。